# Björnsjön (Särna socken, Dalarna)
Björnsjön är en sjö i Älvdalens kommun i Dalarna och ingår i Dalälvens huvudavrinningsområde. Sjön har en area på 2,2 kvadratkilometer och ligger 499 meter över havet. Sjön avvattnas av vattendraget Horrmundsvallen (Björnån).

## Delavrinningsområde
Björnsjön ingår i det delavrinningsområde (683524-136117) som SMHI kallar för Utloppet av Björnsjön. Medelhöjden är 512 meter över havet och ytan är 9,86 kvadratkilometer. Det finns ett avrinningsområde uppströms, och räknas det in blir den ackumulerade arean 19,96 kvadratkilometer. Horrmundsvallen (Björnån) som avvattnar avrinningsområdet har biflödesordning 3, vilket innebär att vattnet flödar genom totalt 3 vattendrag innan det når havet efter 518 kilometer. Avrinningsområdet består mestadels av skog (53 procent) och sankmarker (21 procent). Avrinningsområdet har 2,2 kvadratkilometer vattenytor vilket ger det en sjöprocent på 22,3 procent.